# Zinc (Arkansas)
Zinc é uma cidade  localizada no estado americano de Arkansas, no Condado de Boone.

## Demografia
Segundo o censo americano de 2000, a sua população era de 76 habitantes.
Em 2006, foi estimada uma população de 81, um aumento de 5 (6.6%).

## Geografia
De acordo com o United States Census Bureau, a localidade tem uma área de 1,9 km², sem área coberta por água. Zinc localiza-se a aproximadamente 274 m acima do nível do mar.

## Localidades na vizinhança
O diagrama seguinte representa as localidades num raio de 16 km ao redor de Zinc.